# شارع ميزران
شارع ميزران شارع ميزران هو أحد شوارع العاصمة الليبية طرابلس يقع بالقرب من ميدان الشهداء ويعتبر شارع تجاري وسكني مهم داخل العاصمة

## سبب التسمية
هناك قصة رائعة لهذا الشارع تبدأ من الحاج رمضان ميزران  وهو أول من أقام بهذه المنطقة التي تطلق عليها بـ محلة ميزران ...كان يطلق عليه شارع الزاوية قبل سنة 1880م فعندما كان التعليم خلال العهد العثماني في ليبيا أهلياً كانت الدولة العثمانية تعتمد أعتماداً كلياً على مشاركة أهالي البلاد في بناء المدارس في بعض القرى المدن لتعليم أبنائهم القراءة والكتابة. ومن الاهالي الشيخ محمد بالحاج الهنشيري و الحاج رمضان ميزران الذي ولد في طرابلس، وقد كانوا من أكبر التجار المحليين الاثرياء، حيث إنهم عملوا معاً لسنوات طويلة بتجارة القوافل مع السودان والنيجر. وبعد أن كرس الشيخ محمد بالحاج الهنشيري لنشر الدين وتعليم الفقه ولتحفيظ الأطفال والشباب القرآن الكريم باعتباره من أحد أكبر المشائخ علماً بالفقه ومن حفظة القرآن الكريم، وبسبب انشغاله في نشر الدين وتحفيظ القرآن الكريم، فقد قرر ترك تجارته سلم كل ما لديه في ما يتعلق بالتجارة إلى الحاج رمضان ميزران الذي رافقه في كل تجارته. وبذلك زاد ثراء الحاج رمضان ميزران وكثرت عقاراته التي كانت تقع بشارع الزاوية التي أصبحت تمتد من ميدان الشهداء إلى مركز البريد الجديد حالياً. وبعدها قرر الحاج رمضان ميزران أن يقوم بشيء لله وفيه خير اقتداءً بصديقه ورفيق عمره الشيخ محمد بالحاج الهنشيري الذي كرس حياته لله ولنشر دين الله. فقد قام الحاج رمضان ميزران على إحدى الأراضي المشتركة بينه وبين  الشيخ محمد بالحاج الهنشيري ببناء جامع ومدرستين إحداهما علمية للفقه والتفسير والأخرى قرآنية لتحفيظ الأطفال والشباب وطلبة العلم المسلمين القرآن الكريم في سنة 1880 م. وكان لدى الحاج رمضان ميزران ابن وقد قام بتسميته بـ (محمد) لانه كان يتمنى ان يصبح إبنه مثل رفيقه الشيخ محمد بالحاج الهنشيري. وبعد أن توفى محمد الابن الوحيد للحاج رمضان ميزران والذي توفى في أحد رحلاته في تجارة السودان، وبسبب شدة حزن الحاج رمضان ميزران على إبنه وترحماً عليه أوقف أمواله وأملاكه على مدرسته لإعانة طلبة العلم الدارسين بها بمنحهم منحة مالية حتى يتمكنوا من التفرغ للدراسة ولخدماته الإنسانية والخيرية استقطع جزءاً من شارع الزاوية المطلة عليه مدرسته والمسجد حتى تغير اسم الشارع من شارع (الزاوية) إلى شارع (ميزران) نسبة إليه والذي سميت المحلة بعد ذلك باسمه (محلة ميزران). وقد أطلق الإيطاليون على هذا الشارع باسم (لازيو) ولكنه بقى اسم الشارع بشارع ميزران على ألسن الليبين إلى يومنا هذا. وتوفى الحاج رمضان ميزران بمدينة طرابلس سنة 1900م ودفن بجامعه ميزران وتوفى الشيخ محمد بالحاج الهنشيري سنة 1936 م ودفن في طرابلس.